# Anvarjon Soliev
Anvarjon Ahmadjonovich Soliev (Namangan, 5 febbraio 1978) è un ex calciatore uzbeko.